# Jeju Air
Jeju Air là một hãng hàng không Hàn Quốc có trụ sở tại thành phố Jeju, Jeju-do, Hàn Quốc. Hãng có trung tâm hoạt động tại Sân bay quốc tế Jeju và Sân bay quốc tế Gimpo. Jeju Air cung cấp dịch vụ vận chuyển hành khách bay theo lịch trình trong nước và một vài điểm đến quốc tế như Bangkok, Philipines, Hồng Kông, Nhật Bản. Jeju Air được thành lập vào tháng 1 năm 2005 và bắt đầu hoạt động vào ngày 02 tháng 6 năm 2006. Nó thuộc sở hữu của Tập đoàn Aekyung (81.7%) và Chính quyền tỉnh Jeju (4.54%). Ngày 11 tháng 7 năm 2008, Jeju Air thực hiện chuyến bay quốc tế đầu tiên của nó từ Jeju đến Hiroshima.

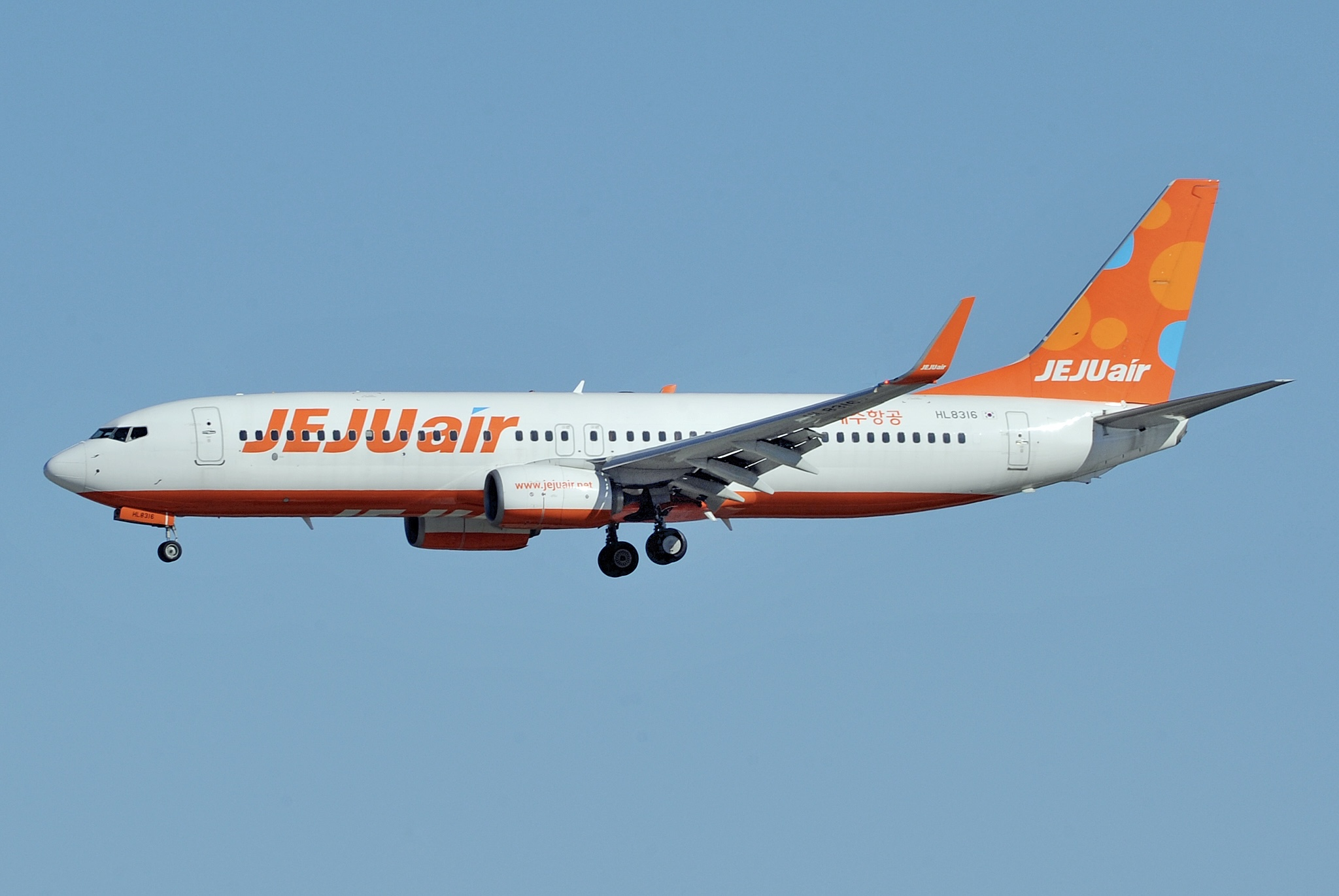
Jeju Air Boeing 737-800

## Đội bay
Độ tuổi trung bình đội bay tính đến tháng 12 năm 2024 là 14,9 năm.
Tính đến tháng 12 năm 2024:
| Máy bay           | Đang hoạt động | Đặt hàng | Hành khách | Hành khách | Hành khách | Ghi chú |
| Máy bay           | Đang hoạt động | Đặt hàng | W          | Y          | Tổng       | Ghi chú |
| ----------------- | -------------- | -------- | ---------- | ---------- | ---------- | ------- |
| Boeing 737-800    | 36             | —        | 12         | 162        | 174        |         |
| Boeing 737-800    | 36             | —        |            | 189        | 189        |         |
| Boeing 737 MAX 8  | 3              | 37       | 0          | 189        | 189        |         |
| Đội bay chở hàng  |                |          |            |            |            |         |
| Boeing 737-800BCF | 2              | —        | Chở hàng   | Chở hàng   | Chở hàng   |         |
| Tổng              | 41             | 37       |            |            |            |         |

## Các điểm đến
Tính đến tháng 2 năm 2025:
| Quốc gia             | Thành phố             | Sân bay                                    | Ghi chú              |
| -------------------- | --------------------- | ------------------------------------------ | -------------------- |
| Đài Loan             | Cao Hùng              | Sân bay quốc tế Cao Hùng                   |                      |
| Đài Loan             | Đài Bắc               | Sân bay quốc tế Đào Viên Đài Loan          |                      |
| Guam                 | Hagåtña               | Sân bay quốc tế Antonio B. Won Pat         |                      |
| Hàn Quốc             | Busan                 | Sân bay quốc tế Gimhae                     | Sân bay căn cứ (hub) |
| Hàn Quốc             | Cheongju              | Sân bay quốc tế Cheongju                   |                      |
| Hàn Quốc             | Daegu                 | Sân bay quốc tế Daegu                      |                      |
| Hàn Quốc             | Gwangju               | Sân bay Gwangju                            |                      |
| Hàn Quốc             | Jeju                  | Sân bay quốc tế Jeju                       | Sân bay căn cứ (hub) |
| Hàn Quốc             | Muan                  | Sân bay quốc tế Muan                       | Theo mùa             |
| Hàn Quốc             | Seoul                 | Sân bay quốc tế Gimpo                      | Điểm đến quan trọng  |
| Hàn Quốc             | Seoul                 | Sân bay quốc tế Incheon                    | Điểm đến quan trọng  |
| Hong Kong            | Hồng Kông             | Sân bay quốc tế Hồng Kông                  |                      |
| Indonesia            | Batam                 | Sân bay Hang Nadim                         |                      |
| Indonesia            | Denpasar              | Sân bay quốc tế Ngurah Rai                 |                      |
| Indonesia            | Manado                | Sân bay quốc tế Sam Ratulangi              | Thuê chuyến          |
| Lào                  | Viêng Chăn            | Sân bay quốc tế Wattay                     |                      |
| Macao                | Macao                 | Sân bay quốc tế Ma Cao                     |                      |
| Malaysia             | Kota Kinabalu         | Sân bay quốc tế Kota Kinabalu              |                      |
| Mông Cổ              | Ulaanbaatar           | Sân bay quốc tế Chinggis Khaan             |                      |
| Nhật Bản             | Fukuoka               | Sân bay Fukuoka                            |                      |
| Nhật Bản             | Hiroshima             | Sân bay Hiroshima                          |                      |
| Nhật Bản             | Kagoshima             | Sân bay Kagoshima                          |                      |
| Nhật Bản             | Matsuyama             | Sân bay Matsuyama                          |                      |
| Nhật Bản             | Nagasaki              | Sân bay Nagasaki                           |                      |
| Nhật Bản             | Nagoya                | Sân bay quốc tế Chubu                      |                      |
| Nhật Bản             | Naha                  | Sân bay Naha                               |                      |
| Nhật Bản             | Oita                  | Sân bay Oita                               |                      |
| Nhật Bản             | Osaka                 | Sân bay quốc tế Kansai                     |                      |
| Nhật Bản             | Sapporo               | Sân bay Chitose mới                        |                      |
| Nhật Bản             | Shizuoka              | Sân bay Shizuoka                           |                      |
| Nhật Bản             | Tokyo                 | Sân bay Haneda                             |                      |
| Nhật Bản             | Tokyo                 | Sân bay quốc tế Narita                     |                      |
| Philippines          | Cebu                  | Sân bay quốc tế Mactan-Cebu                |                      |
| Philippines          | Clark                 | Sân bay quốc tế Clark                      |                      |
| Philippines          | Manila                | Sân bay quốc tế Ninoy Aquino               |                      |
| Philippines          | Tagbilaran            | Sân bay quốc tế Bohol–Panglao              |                      |
| Quần đảo Bắc Mariana | Saipan                | Sân bay quốc tế Saipan                     |                      |
| Singapore            | Singapore             | Sân bay Changi Singapore                   |                      |
| Thái Lan             | Bangkok               | Sân bay quốc tế Suvarnabhumi               |                      |
| Thái Lan             | Chiang Mai            | Sân bay quốc tế Chiang Mai                 |                      |
| Trung Quốc           | Bắc Kinh              | Sân bay quốc tế Thủ đô Bắc Kinh            |                      |
| Trung Quốc           | Cáp Nhĩ Tân           | Sân bay quốc tế Thái Bình Cáp Nhĩ Tân      |                      |
| Trung Quốc           | Diên Cát              | Sân bay quốc tế Triều Dương Xuyên Diên Cát |                      |
| Trung Quốc           | Giai Mộc Tư           | Sân bay Đông Giao Giai Mộc Tư              |                      |
| Trung Quốc           | Nam Thông             | Sân bay Hưng Thông Nam Thông               |                      |
| Trung Quốc           | Tế Nam                | Sân bay quốc tế Diêu Tường Tế Nam          |                      |
| Trung Quốc           | Thạch Gia Trang       | Sân bay quốc tế Chính Định Thạch Gia Trang |                      |
| Trung Quốc           | Thanh Đảo             | Sân bay quốc tế Giao Đông Thanh Đảo        |                      |
| Trung Quốc           | Uy Hải                | Sân bay Đại Thủy Bạc Uy Hải                |                      |
| Trung Quốc           | Yên Đài               | Sân bay quốc tế Bồng Lai Yên Đài           |                      |
| Việt Nam             | Đà Lạt                | Sân bay Liên Khương                        |                      |
| Việt Nam             | Đà Nẵng               | Sân bay quốc tế Đà Nẵng                    |                      |
| Việt Nam             | Hà Nội                | Sân bay quốc tế Nội Bài                    |                      |
| Việt Nam             | Nha Trang             | Sân bay quốc tế Cam Ranh                   |                      |
| Việt Nam             | Phú Quốc              | Sân bay quốc tế Phú Quốc                   |                      |
| Việt Nam             | Thành phố Hồ Chí Minh | Sân bay quốc tế Tân Sơn Nhất               |                      |

## Các tai nạn và sự cố
- Ngày 12 tháng 8 năm 2008 (9 giờ 37 giờ địa phương) một chiếc máy bay Bombardier Dash 8 Q400 của Jeju Air trong chuyến bay từ Jeju đi Busan đã trượt khỏi đường băng Sân bay quốc tế Gimhae, Busan. Máy bay đã trượt ra khỏi trong khi có gió to, làm bị thương 6 người và làm các bộ phận của máy bay.[4]
- Tháng 3 năm 2022, Bộ Đất đai, Cơ sở hạ tầng và Giao thông vận tải đã dừng các chuyến bay của Jeju Air trong 27 ngày vì không tuân thủ quy trình an toàn.[5]
- Ngày 29 tháng 12 năm 2024, Chuyến bay 2216 của Jeju Air khai thác chiếc Boeing 737-800 (HL8088) trở về từ Sân bay quốc tế Suvarnabhumi ở Bangkok, Thái Lan đã hạ cánh lệch đường băng lúc 9:07 sáng theo giờ Hàn Quốc (UTC +9) và đâm vào hàng rào an toàn sân bay tại Sân bay quốc tế Muan ở Huyện Muan, Hàn Quốc.[6] 4 thành viên phi hành đoàn và tất cả 175 hành khách đã thiệt mạng, trong khi 2 thành viên phi hành đoàn khác đã được giải cứu và đưa đến bệnh viện.[7] Người ta cho rằng nguyên nhân của vụ tai nạn là do va chạm với chim, khiến hệ thống bánh đáp không bung ra được.[8] Đây là vụ tai nạn chết người nhất trên đất Hàn Quốc và là vụ tai nạn chết người nhất kể từ năm 1997. Tổng giám đốc điều hành của Jeju Air đã cam kết sẽ khôi phục lòng tin và tăng cường các biện pháp an toàn trong cuộc họp báo sau tai nạn vừa qua.[9]